# Pseudonympha penningtoni
Pseudonympha penningtoni är en fjärilsart som beskrevs av Riley 1938. Pseudonympha penningtoni ingår i släktet Pseudonympha och familjen praktfjärilar. Inga underarter finns listade.